# I. Blue Bowl
Az I. Blue Bowl a MAFSZ (Magyarországi Amerikai Football Csapatok Szövetsége) által szervezett amerikaifutball-kupa a 2006-os évben. A bajnokságban 8 csapat vesz részt. A döntőre október 28-án került sor Budapesten, a BVSC stadionban.

## Alapszakasz

### Budapest Black Knights–Szolnok Soldiers60-3
| Negyed        | 1 | 2  | 3  | 4  | Tot |
| ------------- | - | -- | -- | -- | --- |
| Black Knights | 6 | 21 | 15 | 18 | 60  |
| Soldiers      | 0 | 0  | 3  | 0  | 3   |

- Kezdés: 2006. szeptember 2. 12:00
- Helyszín: Budapest, BVSC Stadion
- Nézőszám: 300
- MVP: Vaszkó János #58 – Budapest Black Knights

Szombaton kezdetét vette az első, magyar amerikai football kupa, a Blue Bowl. Az első mérkőzést a II. Hungarian Bowl-on is egymás ellen szereplő két csapat, a Budapest Black Knights és a Szolnok Soldiers vívta. A hétvégi összecsapást – a bajnoki mérkőzéshez hasonlóan – a pesti csapat nyerte, ezúttal fölényesen, 60:3 arányban.
Az első negyedben nem született sok pont, a Lovagoknak azonban már az elején sikerült elvinni a labdát az ellenfél célterületéig és egy TD-t érvényesítettek. A második negyedben aztán a Knights egyre inkább megerősítette fölényét és egymás után szerezte a touchdown-okat. Ebben a negyedben tudott csak pontot szerezni a Soldiers egy 3 pontos rúgással, majd egyre nagyobb különbség lett a két csapat között. Ennek legfőbb okai a folyamatos sérülések voltak a Soldiers oldaláról, melynek következtében egyre több embert vesztettek a támadó sorukból, amit a védelem játékosaival voltak kénytelenek pótolni. Ez elég nagy káoszt eredményezett a szolnoki csapatnál és a mérkőzés végéig nem is tudták felvenni a ritmust az ereje teljében lévő Knights-al.
- Pontok[1]
  - BBK – Buús J. 12 run (Varga M. kick failed)
  - BBK – Michaletzky B. 1 run (Varga M. kick)
  - BBK – Demeter I. 9 run (Michaletzky B. rush)
  - BBK – Szerényi G. 5 pass from Michaletzky B. (Varga M. kick failed)
  - SS – Hajnal M. 11 field goal
  - BBK – Michaletzky B. 5 run (Varga M. kick)
  - BBK – Layton S. 8 pass from Michaletzky B. (Szerényi G. 8 pass from Michaletzky B.)
  - BBK – Buús J. 9 run (Varga M. kick failed)
  - BBK – Szerényi G. 3 pass from Taylor J. (Michaletzky B. rush failed)
  - BBK – Demeter I. 11 run (Varga M. kick failed)

### Debrecen Gladiators–ARD7 Budapest Wolves20-63
| Negyed     | 1 | 2 | 3 | 4 | Tot |
| ---------- | - | - | - | - | --- |
| Gladiators |   |   |   |   | 20  |
| Wolves     |   |   |   |   | 63  |

- Kezdés: 2006. szeptember 10. 13:00
- Helyszín: Debrecen, Nagyerdei Stadion
- Nézőszám: 250

A 2005-ös I. Hungarian Bowl döntőjében már találkozott a két csapat. Akkor a Farkasok 46:0-s fölényes győzelemmel söpörték be a Kupát. Bár a Farkasoknál történtek változások, és ez a csapat nem ugyanaz, mint az akkori döntős, a Wolves II-ből felkerült játékosok csak erősítették a gárdát. Persze a Gladiators is változásokon ment keresztül azóta, a rivalizálás megmaradt.
A mérkőzést a Wolves kezdte jobban, összeszedettebb képet mutatott a játékuk. A debreceniek nagy igyekezete az első negyedben még tudta tartani a Farkasok fizikálisan jóval erősebb csapatát, a második negyedre aztán megtört a lendület, és 35 ponttal elhúztak a budapestiek. Nagyon sok szabálytalanság volt a mérkőzésen, ami talán a túlzott igyekezetből fakadt, és abból, hogy már az elején mindkét fél tudatosítani akarta a másik csapatban, hogy nem lesz könnyű dolga.
A második félidőre kiderült, hogy bár mindkét csapatnak a hosszabb passzok hozhatnának igazi változást a játékban, mégis valahogy a futójáték dominált. A Debrecen középső futásai néha még a kötelező 3-4 yardot sem hozták, az amerikai Joe Selmser-re épített támadásokra pedig tudatosan készültek a Farkasok. Mégis, mikor passzokra váltottak, bár volt interseption, jóval többször, és nagyobb területhez jutottak, mint a futásokkal. A Wolves szélső futásaival Kiss Viktor, és Rittinger Krisztián keltett némi kavart a Gladiátorok védelmében, középen pedig Cseperkáló Péter hozott yardokat, sőt 1-1 lendületesebb futása komoly előrehaladást eredményezett. Passzjátéknál a debreceni cornerek csak 5-10 yardig tartották a lépést a vendégek szélső elfogóival, utána lemaradtak, és ha a passz iránya és sebessége is jó volt, az elkapások sikerültek, nem egy touchdown-hoz juttatva a Wolves-t. Ugyanakkor itt is, mint akár az osztrák bajnoki mérkőzéseken is érezhető volt, a legnagyobb hiányosság a Farkasoknál a megfelelően képzett irányító. A Debrecennél a rúgó pozíción kellene erősíteni, a mezőnygól kísérletek sikertelensége, és az extra pontok bizonytalankodásai miatt.
A második félidőre a Farkasok talán már nagyon is megnyugodtak a biztos vezetés tudatában, és így több teret engedtek a Gladiátoroknak. Mivel a drive-ok nem voltak nagyon hosszúak, és megfelelően sok játékos állt rendelkezésre mindkét oldalon, a fizikum kitartott a meccs végéig, ami az utolsó öt percben végképp kiengedő Farkasok számára 2 Gladiators touchdown-t is hozott.

### Veszprém Wildfires–Győr White Sharks0-65
| Negyed       | 1  | 2  | 3  | 4 | Tot |
| ------------ | -- | -- | -- | - | --- |
| Wildfires    | 0  | 0  | 0  | 0 | 0   |
| White Sharks | 20 | 20 | 16 | 9 | 65  |

- Kezdés: 2006. szeptember 10. 17:00
- Helyszín: Veszprém, Egyetemi Stadion
- Nézőszám: 500
- MVP: Nagy Roland #86 – Győr White Sharks

A két csapat a nyár végén közös edzőtáborban megismerte egymást, viszont ez a mérkőzés az újoncoknak ízelítőt adott abból, hogy mi a különbség egy felkészülési, illetve egy tétmérkőzés között. A Veszprém csapata sok lelkes, elszánt fiatalból áll, akik a sportág alapjait most tanulják, ez játékukon is meglátszott. Az első negyedben szinte first down-t sem tudtak elérni.
A későbbiekben a Wildfires lelkesedése nem hagyott alább, egy-egy érdekes passzjátékkal meglepték a Győr White Sharks-ot, aminek pontot hozó eredménye ugyan nem volt, de legalább bemutatót adtak a nézőközönségnek, hogy képességük nem csak a védekezésre terjed ki. A Győr White Sharks, a 2006-os bajnok második csapata, láthatóan sokat profitál az első csapattal való edzésekből, szakmai gárdája a junior csapatot jól felkészítette.
A Győr White Sharks már az első pillanattól kezdve kezébe vette a mérkőzés irányítását és a meccs folyamán a sportágra jellemző sokszínű játékot vonultatott föl. Láthatók voltak gyönyörű hosszú és rövid passzok, erőfutások, fieldgoal, safety, interception és fumble. A Veszprém helyi szurkolóközönsége folyamatosan biztatta, támogatta csapatát az eredménytől függetlenül és amikor a mérkőzés végét jelző sípszó elhangzott, este fél 10-re az addigra közel 200 főre zsugorodott szurkolótábor köszönte meg a hazai csapat első, bemutatkozó mérkőzését. A veszprémieknek sokat kell még fejlődniük, viszont a kupán való szereplésük jó lehetőséget ad arra, hogy a 2007-es bajnokságban már ők is megfelelő színvonalat tudjanak képviselni.
A Fehér Cápáknak nem okozott gondot ez a mérkőzés, az eredmény ki is fejezi a két csapat közti különbséget és azt jelzi, hogy a második csapat komolyan veszi feladatát, mely szerint a felnőtt csapat nyomdokaiban szeretne haladni. A tegnapi mérkőzés jó lehetőség volt számukra, hogy az összes játékosukat és játékvariációjukat kipróbálják. Mindkét csapatnak a következő mérkőzés egy újabb fontos állomás lesz a fejlődésben.

### Nyíregyháza Tigers–Budapest Cowboys6-43
| Negyed  | 1 | 2  | 3  | 4 | Tot |
| ------- | - | -- | -- | - | --- |
| Tigers  | 6 | 0  | 0  | 0 | 6   |
| Cowboys | 0 | 22 | 14 | 7 | 43  |

- Kezdés: 2006. szeptember 16. 13:00
- Helyszín: Nagykálló, Sportelep
- Nézőszám: 700

A játék kezdését követően, már az 5. percben a Tigers egy ügyes futójátékkal eljuttatta az ellenfél célterületéig a labdát és touchdown-t érvényesítettek. Ezt követően a Cowboys játéka folyamatosan javult, így a második negyedben egy rossz passzt követően interceptionnal értek el egy touchdown-t és az extra pont is az eredménytáblára került. A nyíregyházi csapatnak ekkor még sok lehetősége volt, de ezek jobbára mind kihasználatlanok maradtak. A váltakozó rövid és hosszú passzjátékával csak a first down-okat tudták megcsinálni.
A Cowboyok az első meglepetés pontján túlesve összeszedték magukat és a második negyedtől egyszer sem engedték ki a játék irányítását a kezeik közül. Mindamellett a kilátogató közönség egy izgalmas és pörgős mérkőzést láthatott, ahol a kevesebb rutinnal rendelkező Tigersnek a tapasztalatlanságából adódó hibáit a budapesti csapat jól kihasználta. A félidőben a szép számmal összegyűlt nézőket az új és még merészebb formaruhában fellépő Tigirls chearleader csapata szórakoztatta.
A meccs ezek után is kemény csatákból, ütközésekből állt, de jó hangulatban telt, hiszen két szimpatikus csapat állt egymással szemben. A Cowboys ezzel a győzelmével nagy lépést tett meg a csoport vezető helyének megszerzésére, amelyben várhatóan jelentős szerepet fog játszani a kapott és szerzett pontok közti különbség. A Tigrisek következő ellenfele a Győr White Sharks lesz, mely az eddig látott játékok alapján talán a csoport legerősebb csapatának számít, míg a Cowboyok a Wildfires-t látják otthonukban vendégül. Mind a Sharks-nak, mind a Cowboys-nak győzelem szükséges a továbbjutáshoz, és a pontok aránya fogja meghatározni a csoportban elfoglalt helyüket.

### Budapest Black Knights–ARD7 Budapest Wolves7-52
| Negyed        | 1  | 2  | 3 | 4 | Tot |
| ------------- | -- | -- | - | - | --- |
| Black Knights | 0  | 7  | 0 | 0 | 7   |
| Wolves        | 14 | 24 | 7 | 7 | 52  |

- Kezdés: 2006. szeptember 17. 13:00
- Helyszín: Budapest, BVSC Stadion
- Nézőszám: 350

A kezdés a Farkasoknak sikerült jobban, gyors egymásutánban két touchdown-t is szereztek, míg a Black Knights first down-ig sem jutott. A Wolves ügyesen váltogatta a futó- és a passzjátékot, amit a Lovagok nem igazán tudta lekövetni. A néha-néha gyengélkedő Farkasok támadófala ezen a mérkőzésen folyamatosan tartani tudta a Black Knights defense line-ját és az irányítót is végig nyomás alatt tartották. Talán éppen emiatt az eddig oly sikeres QB-WR összjáték sem működött, többször volt pontatlan a passz, vagy éppen egy védekező Farkas kapta el. A Black Knights első igazán szép megmozdulása a második negyedben történt, amikor is a már említett passzjátékot siker koronázta egy közel 30-40 yardos passz után touchdown-nal fejeződött be az akció. Ekkor már csak másodpercek voltak hátra a félidőig. Azt lehetett várni, hogy ez a késői „feltámadás" kitart a szünetig és a második félidőben erre a feeling-re építve sikeresebb szereplést látunk a narancssárga-fekete csapattól. A Farkasok ezt nem így gondolták, a kirúgást követően Papp Krisztián (#80) a Lovagok célterületén állt meg, így még a félidő vége előtt újabb pontokat írhattak az eddigiek mellé.
A mérkőzés meghívott vendége volt a brazíliai ESPN sportcsatorna magyar származású szakkommentátora, Andre J. Adler, aki többek között éveken át közvetített az NFL bajnokságról. Andre a budapesti meccs félidejében nagyon pozitívan véleményezte az addig látottakat, illetve a magyarországi amerikai football élet eddigi alakulását.
A második játékrész már nem volt ilyen pontgazdag, a Lovagok továbbra sem találták az ellenszert, a Farkasok pedig egyre többet hibáztak. A mérkőzés vége felé érezhető volt, hogy a túlzott akarás mindkét fél részéről megviselte a játékosokat, egyre több volt a vitatkozás a pályán, illetve az alattomos, csúnya szabálytalanság. A lefújást követően meg lehetett állapítani, hogy egyik félnek sem volt igaza, a Black Knights még csak megszorítani sem volt képes a másik budapesti csapatot, a Farkasok viszont közelében sem jártak az áhított 70 pontos győzelemnek. Mint ahogy arra számítani lehetett, az igazság valahol a kettő között félúton volt.

### Szolnok Soldiers–Debrecen Gladiators6-63
| Negyed     | 1  | 2  | 3  | 4  | Tot |
| ---------- | -- | -- | -- | -- | --- |
| Soldiers   | 0  | 0  | 6  | 0  | 6   |
| Gladiators | 14 | 14 | 14 | 21 | 63  |

- Kezdés: 2006. szeptember 24. 13:00
- Helyszín: Rákóczifalva, Sporttelep
- Nézőszám: 350

A Gladiátoroknak legalább 55 pont különbség kellett a továbbjutáshoz, annyit is szereztek. A mérkőzés összességében úgy nézett ki, mint egy matematikai egyenlet. Továbbjutás: 55 pont/ 4 negyed. Ha elvégezzük a számításokat, kiderül, hogy 1-1 negyedben 14 pontra volt szükség. Mivel a Szolnok a félidőről visszatérő, kissé elégedettnek tűnő Gladiátoroknak egy 6 pontos TD-t vitt, ezért a 4. negyedben, hogy az egyenlet igaz maradjon, a debrecenieknek 2 helyett 3 TD-t kellett érvényesíteniük. A játék maga igazán keménynek volt mondható, voltak szép nagy ütközések, de a tartalékos Soldiers first down-hoz is alig-alig jutott. A passzjátékok tűntek sikeresebbeknek a Gladiators ellen, a futások inkább mínusz yardokat hoztak. A debreceniek ugyanakkor a szélsőfutásoknak köszönhetően többször elsőre is first down-okat értek el.
Összességében a Debrecen pont annyit adott ki magából, amennyire a rájátszásba való bekerüléshez szükséges volt, a Soldiers pedig a hálátlan ugródeszka szerepét töltötte be. A rájátszásba tehát az első helyen az Ard7 Budapest Wolves két győzelemmel, a második helyen pedig a Debrecen Gladiators jobb pontkülönbséggel került be.

### Budapest Cowboys–Veszprém Wildfires88-0
| Negyed    | 1  | 2  | 3  | 4  | Tot |
| --------- | -- | -- | -- | -- | --- |
| Cowboys   | 14 | 36 | 16 | 22 | 88  |
| Wildfires | 0  | 0  | 0  | 0  | 0   |

- Kezdés: 2006. szeptember 30. 13:00
- Helyszín: Budapest, BVSC Stadion
- Nézőszám: 300

A hétvégi fordulóban a "B" csoportban is eldőlt, kik jutnak a rájátszásba. A Wildfires a továbbjutás halvány reményével látogatott a Cowboys otthonába, ahol kiütötték őket a Kupából.
A kezdőrúgás pillanatáig még volt esélye a Veszprémnek a továbbjutásra, ugyanis ha 102 pontos különbséggel nyertek volna, ők vannak bent a rájátszásban a Győr mellett. Ennek majdnem a fordítottja történt, ugyanis a Cowboyok 88-0-ra győztek otthon. Ez az eredmény azonban hagyott izgalmakat vasárnapra is, mivel a nagy pontkülönbség miatt a Cowboys akár első helyen is továbbjuthatott volna. Végül 7 pont, vagyis egyetlen TD és az utána megszokott extra point hiányzott ehhez.
A hazaiak az első pillanattól fogva irányították a mérkőzés alakulását, már az első félidőben 50-0 volt az állás. A Veszprémiek az első pontjaikért harcoltak, ám ez nem sikerült nekik az idei kupában. Azonban ez a két mérkőzés rengeteg segítséget nyújthat a tavaszi bajnokságra való felkészülésben. Le lehet vonni a tanulságokat, mi az, amiben még fejlődni kell, mely posztra kellenek még emberek a tél során. Mindenesetre tavasszal revansot vehetnek a Cowboyson, ugyanis a másodosztályban találkozni fognak.
A Veszprém Wildfiresnek eredményes felkészülést, a Budapest Cowboysnak sok sikert a rájátszásban, ahol az ARD7 Budapest Wolves lesz az ellenfelük.

### Győr White Sharks–Nyíregyháza Tigers73-7
| Negyed       | 1 | 2 | 3 | 4 | Tot |
| ------------ | - | - | - | - | --- |
| White Sharks |   |   |   |   | 73  |
| Tigers       |   |   |   |   | 7   |

- Kezdés: 2006. október 1. 13:00
- Helyszín: Győr, Győri Dózsa Sporttelep
- Nézőszám: 200

Szombaton a Cowboys bejátszotta magát a rájátszásba, vasárnap a Győr előtt állt ez a feladat. Ráadásul már nem csak nyerni kellett, hanem a pontarány is fontos volt a csoportelsőség szempontjából.
Mivel a Cowboys szombaton 88-0-ra legyőzte a Veszprém Wildfires-t, a Győrnek a játék mellett a matematikával is foglalkoznia kellett. Ugyanis a Cowboyok nagyarányú győzelme azt jelentette, hogy a Fehér Cápáknak 61 pont különbséggel kellett maga alá gyűrnie a Tigriseket, ha ők akartak továbbmenni az első helyen a rájátszásba. Tehát míg a White Sharksnak a csoportelsőség volt a cél, a Tigersnek a helytállás a győriek ellen.
A Győr végig hajtott a mérkőzésen, hogy meglegyen a 61 pont különbség, ez végül sikerült, így ők a ez elsők a "B" csoportban a Cowboys előtt. A Nyíregyházának pedig a Blue Bowl két mérkőzése egy nagyszerű erőpróba volt, melyen rengeteg tapasztalatot szerezhettek, amit a jövőben hasznosítani tudnak. Bízzunk benne, hogy tavasszal jobban fognak szerepelni.
A Győr White Sharks ellenfele a rájátszásban a Debrecen Gladiators lesz október 14-én, Győrben

## Rájátszás

### Győr White Sharks–Debrecen Gladiators21-37
| Negyed       | 1 | 2  | 3 | 4  | Tot |
| ------------ | - | -- | - | -- | --- |
| White Sharks | 0 | 7  | 7 | 7  | 21  |
| Gladiators   | 7 | 14 | 6 | 10 | 37  |

- Kezdés: 2006. október 14. 13:00
- Helyszín: Győr, Bácsai Sporttelep
- Nézőszám: 150

Október 14-én, szombaton a két az első Blue Bowl kupa döntőbe jutásáért játszott. Az eddig mérleg a Győr oldalára billent (3 győzelem, 1 döntetlen, 1 vereség), viszont a Debrecen egyetlen győzelme a győriek ellen elődöntőben született, ráadásul pont Győrben. A végkimenetelt azonban nem csak ezen előjelek miatt nem lehetett megjósolni.
A mérkőzésen látható volt, hogy a csapatok nagyon jól ismerik egymást. Ez volt a hatodik összecsapásuk, semelyik másik két magyar csapat nem játszott még egymás ellen ennyi mérkőzést, tehát az egymás elleni felkészülés alapja megvolt.
A találkozót a Debrecen kezdte jobban, már az első negyedben megszerezte a vezetést, melyet aztán nem adott ki a kezéből. Persze a Győr sem azért ment ki aznap a pályára, hogy simán továbbengedje a debrecenieket, de csak szépíteni tudtak, a szünetig a Gladiators megduplázta az előnyét, 21-7-re vezetett. A pihenő utáni negyedet a Győr nyerte 7-6-os arányban, még semmi sem volt veszve, de az akarat kevés volt a vendégek ellen, akik remek napot fogtak ki, és az utolsó negyedben eldöntötték a találkozót. A végeredmény tehát 37-21 a Debrecen Gladiators javára a Győr White Sharks ellen. Az „örökmérlegben" javított a Debrecen és ők játszhatnak az aranyért 28-án.

### ARD7 Budapest Wolves–Budapest Cowboys75-0
| Negyed  | 1 | 2  | 3  | 4  | Tot |
| ------- | - | -- | -- | -- | --- |
| Wolves  | 7 | 20 | 14 | 34 | 75  |
| Cowboys | 0 | 0  | 0  | 0  | 0   |

- Kezdés: 2006. október 15. 13:00
- Helyszín: Budapest, BVSC Stadion
- Nézőszám: 1000

A mérkőzés előtti közös ima is azt mutatta, a csapatok békésen szeretnék a másikat a földbe döngölni. Az kiegyenlített párharc reménye az első negyedik állt fenn. Ekkor a Wolves 7-0-ra vezetett, Cseperkáló Péter futása után. A második negyed nem indult rosszul a papíron vendég Cowboysnak, még egy interceptiont is csináltak, amivel 40 yardnyi teret nyertek, de a pontszerzés elmaradt. Ekkor ébredtek fel a Farkasok, majd gyújtottak be minden rakétát, mind támadó, mind védő oldalon.
A védők hamar áttörhetetlen fallá kovácsolódtak, amin a Cowboyok alig jutottak át, és ha ezt meg is tették, akkor sem jutottak túl messzire. A támadók pedig kétséget sem hagytak afelől a félidőre, hogy ki fogja nyerni a meccset. Forduláskor 27-0 volt az állás, de a java még csak ekkor jött.
A Wolves vadonat új irányítója, az Uzsgorod Warriorstól érkezett Vaszil Jordan felpörgette a támadójátékot. A legelső, általa irányított drive végén maga futott az endzone-ig, TD.
De nem csak a támadók vették ki részüket a pontgyártásban, Püski Zsolt egy sack után a fumble-ből szerzett labdát 6 pontért vitte vissza, valamint Piros Krisztián révén a Budapest Wolves első punt-return touchdownjának örülhetett.
A Cowboys a nagy különbség ellenére nem asszisztált a győzelemhez, végig teljes erőbedobással játszottak és igen keményen ütköztek, mutatva, hogy jövőre a Hungarian Bowlon divíziójuk rájátszásába akarnak jutni.

## Döntő

### Debrecen Gladiators–ARD7 Budapest Wolves20-63
| Negyed   | 1  | 2  | 3  | 4  | Tot |
| -------- | -- | -- | -- | -- | --- |
| Debrecen | 0  | 0  | 7  | 13 | 20  |
| Wolves   | 14 | 14 | 14 | 21 | 63  |

- Időjárás: 14 °C (szeles)
- Kezdés: 2006. október 28. 13:00
- Helyszín: Budapest, BVSC Stadion
- Referee: Udvardi Gyula
- Nézőszám: 600
- MVP: Király Csanád #84 (ARD7 Budapest Wolves)

A Debrecen kezdte a támadást, de első labdabirtoklásuk nem sok sikert hozott, a második playen Urgyán Dávidot (#7) Mihalovics Tamás (#93) sackelte, és a sikertelen harmadik próba után a Wolves kapta meg a labdát. A Farkasoknál Madarász Sándor (#5) kezdte az irányítást, és a kezdési lehetőséget az első drive végén egy touchdown átadással hálálta meg, az elkapó Király Csanád (#84) volt. A Gladiátorok a következő támadással jobban haladtak, de Hubay Mátyás (#26) endzone-ban csinált interceptionje véget vetett a támadásnak. A hajdúságiak védelme összeszedettebb, megállítják a Wolvest, de a támadók az újabb labdával sem tudtak pontot elérni. A Farkasok újabb támadása közben egy vitatható szituáció során majdnem elveszítik a labdát, de a fumble-t végül sikertelen passzkísérletnek ítélik a bírók. A visszakapott labdán gyorsan túlad a budapesti csapat, Cseperkáló Péter (#49) hosszú futása révén. Mindkét TD után az extra pont jó volt, ezelet Stumpf Miklós (#1) értékesítette.
A második negyedben a védelmek domináltak. A Debrecen sorra megállította a Farkasok próbálkozásait, melyek leginkább Rittinger Krisztián (#20) és Kiss Viktor (#22) futásaira épültek, míg a Gladiátorok támadásainak Kurucz Stefán (#28) és a Wolves olykor-olykor hibázó secondaryje az alapja. Az eredményük két field goal kísérlet, azonban mindkettő kimarad.
A második félidőben a Wolves irányítót cserélt, Madarászt Vasyl Jordan (#11) váltotta, és rögtön be is mutatkozott a Debrecennek, első megmozdulása a döntőn egy 70 yardos passz Piros Krisztiánnak (#82). A kirúgásoknál a Farkasok külön figyeltek, hogy ne az első félidőben jó visszahordásokat produkáló Joseph S. Selmser (#13) oldalára rúgják a labdát. Ez sikerült is nekik, de a támadójátékból már nem tudták kivonni ilyen könnyen. Kurucz és Selmser a futásokkal jól hozták fel csapatukat, de a felezővonalon elakadtak. Ekkor a speciális csapat villant, a puntot sikerült a Wolves egyes yardján megállítani. 99 yard állt tehát a Wolves támadói és az újabb TD között. A safety veszély miatt belső futást választottak, így 94 yardra faragták a megteendő távot. Ezt Cseperkáló Péter egyben megoldotta, egy hatalmas futással már 28-0 az állás. A Gladiátorok ismét nem jutottak messzire, de egy ajándék fumble-nek köszönhetően újra az övék lett a labda, amit gyorsan vissza is juttattak a feladójának. Cseperkáló nagyszerű csapatmunkának köszönhetően harmadik touchdownját érte el 25 yardról. A Debrecen a visszahordást követően sárga zászlókkal tarkított drive-on jutott el a félpályáig, amikor a Farkasok szimpla reverse-hez szoktatott védelmét mattolták egy duple reverse playjel, a pontszerző Hanász Róbert (#80). A mentális fáradtság továbbra is rányomta a bélyegét a találkozóra, a Wolves támadását is büntetések nehezítik, de ekkor Jordan rövid passzával Király Csanád futott majdnem 70 yardot. Ez újra lendületbe hozta az offense-üket, de nem csak a passzjátékot. Rittinger után Kiss és Csizmazia László (#10) is sikeres futásokat mutattak be, majd Iványi Márton (#21) egy újabb passz TD-t véset fel Jordan neve mellé. A támadások sikerén felbuzdul a védelem is, és zavarba is hozták a Gladiátorokat. Urgyán egy sacket próbált elkerülni, amikor estében még eldobta a labdát, ám az Kovács Tamás (#99) kezében kötött ki és meg sem állt vele a célterületig, 56-7. Ez felrázta a Debrecent és egy szép akció végén már a vörös-zónában voltak. Több zászló után (mindkét oldalon) még mindig az első kísérletnél jártak, majd egy passzal túlléptek ezen, Urgyán TD átadást jegyezhetett a döntőben, Nánássy László (#49) volt az elkapó. Ez már a mérkőzés hajrájában történt, ekkor felgyorsultak az események. A kirúgást követően Király Csanád csinált jó pozíciót a támadóknak, akik futásokkal haladtak előre. Rittinger után Jordan is bevállalt két futást, a másodikkal TD-t ért el, vagyis nemcsak passzolt, hanem futott is. Két perc sem volt hátra, így a Gladiátorok minden mindegy alapon trükkös játékokkal próbálkoztak. A kirúgást követően el oldalpasszal verték át a kirúgó csapatot, majd pár playjel később Joseph Selmser mutatja meg, hogy nem csak elkapni és futni tud, de passzolni is, labdáját aI. Blue Bowl korábban TD-t futó Hanász kapta el. A TD után a Gladiators kétpontos variációval próbálkozott, de ez nem sikerült nekik, így alakult ki a 63-20-as végeredmény, ami pontosan megegyezik a két csapat alapszakasz találkozójának végeredményével.
- Pontok[2]
  - BW – Király Cs. 13 pass from Madarász S. (Stumpf M. kick)
  - BW – Cseperkáló P. 26 run (Stumpf M. kick)
  - BW – Piros K. 49 pass from Jordán V. (Stumpf M. kick)
  - BW – Cseperkáló P. 94 run (Stumpf M. kick)
  - BW – Cseperkáló P. 24 run (Stumpf M. kick)
  - DG – Hanász R. 52 run (Vörös L. kick)
  - BW – Király Cs. 47 pass from Jordán V. (Stumpf M. kick)
  - BW – Iványi M. 5 pass from Jordán V. (Stumpf M. kick)
  - BW – Kovács T. 41 interception return (Stumpf M. kick)
  - DG – Nánássy L. 6 pass from Urgyán D. (Vörös L. kick)
  - BW – Jordán V. 19 run (Stumpf M. kick)
  - DG – Hanász R. 33 pass from Selmser J. (Urgyán D. pass failed)

## Összegzés
Az alapszakasz végeredménye:
| Rájátszásba kvalifikálva |

| A csoport              |    |   |   |       |     |     |     |     |
| Csapat                 | Gy | V | D | %     | P+  | P-  | Ha  | Ve  |
| ARD7 Budapest Wolves   | 2  | 0 | 0 | 1.000 | 115 | 27  | 0-0 | 2-0 |
| Debrecen Gladiators    | 1  | 1 | 0 | .500  | 83  | 69  | 0-1 | 1-0 |
| Budapest Black Knights | 1  | 1 | 0 | .500  | 67  | 55  | 1-1 | 0-0 |
| Szolnok Soldiers       | 0  | 2 | 0 | .000  | 9   | 123 | 0-1 | 0-1 |

| B csoport          |    |   |   |       |     |     |     |     |
| Csapat             | Gy | V | D | %     | P+  | P-  | Ha  | Ve  |
| Győr White Sharks  | 2  | 0 | 0 | 1.000 | 138 | 7   | 1-0 | 1-0 |
| Budapest Cowboys   | 2  | 0 | 0 | 1.000 | 131 | 6   | 1-0 | 1-0 |
| Nyíregyháza Tigers | 0  | 2 | 0 | .000  | 13  | 116 | 0-1 | 0-1 |
| Veszprém Wildfires | 0  | 2 | 0 | .000  | 0   | 153 | 0-1 | 0-1 |

Gy – győzelem 
 V – vereség 
 D – döntetlen 
P+ – elért pontok 
P- – az ellenfél által elért pontok 
Ha – pályaválasztóként
Ve – vendégként

## Statisztikák
1. ↑  Budapest Black Knights – Szolnok Soldiers Archiválva 2007. szeptember 28-i dátummal a Wayback Machine-ben, 2006. szeptember 2.
2. ↑  ARD7 Budapest Wolves – Debrecen Gladiators Archiválva 2006. november 27-i dátummal a Wayback Machine-ben, 2006. október 28.

A kupa többi mérkőzéséről nem készült statisztika.

## Közvetítések
Az I. Blue Bowl mérkőzéseit a Sport1 televízió közvetítette felvételről.

## Látogatottság
Az I. Blue Bowl mérkőzésienek összesen 5000 nézője (454 néző/mérkőzés) volt. A legtöbb nézőt természetesen a döntőn regisztrálták (1100 néző), az alapszakasz legnépesebb nézőszámát a Nyíregyháza Tigers – Budapest Cowboys mérkőzése hozta (700 néző).

## Szponzorok
A kupa hivatalos szponzorai:
- Burger King
- Wilson
- Sport1 tv
- AHICO AIG Life
- Őrmester Kft.
- Sportmédia
- Sláger Rádió

## Külső hivatkozások
- Magyarországi Amerikai Football Csapatok Szövetsége – hivatalos honlap
- Magyarországi Amerikai Football csapatok Kupája Archiválva 2006. november 5-i dátummal a Wayback Machine-ben – hivatalos honlap